# 环丙烯酮
环丙烯酮是一种有机化合物，化学式为C3H2O，它是无色挥发性的液体，在接近室温沸腾，在室温放置时，它也可以聚合。它的化学反应很大程度上取决于羰基的强极化作用，这一作用为其芳香稳定化提供了正电荷，而氧带有负电荷。